# 羅宗洛
羅宗洛（1898年8月2日—1978年10月26日），譜名啟元，字澗東，浙江省黃巖縣（现台州市黄岩区）人，中国植物生理學家、教育家，中国现代植物生理学奠基人之一。

## 生平

### 早年
舊制第一高等學校預科、仙台第二高等学校卒業、北海道帝國大學本科卒業，1930年得北海道帝國大學農學博士學位，是史上第2位得到日本帝國大學博士學位的中國留學生。回国后曾任國立中山大學教授、國立暨南大學教授、國立中央大學教授。
1940年至1949年任浙江大學生物系教授，其间于1948年当选为中央研究院院士。

### 在台灣

#### 接收台北帝國大學
台北帝國大學由國民政府負責接收，國府中央研究院代理院長兼教育部部長朱家驊派他主持接收工作。1945年10月17日，羅宗洛主任委員和陸志鴻、馬廷英2位接收委員到達台灣，蘇步青、陳建功、蔡邦華3位接收委員隨后趕到。1945年11月15日與前臺北帝大總長安藤一雄完成接收手續。由於5位接收委員未有學醫學及文學、社會科學的委員，10月19日加聘第1位台灣人委員杜聰明醫生，以及留學日、美的台灣人林茂生（專業是哲學和教育學）為接收委員。接收情形：杜聰明接收醫學部，蘇步青、陳建功、蔡邦華接收理農學部，陸志鴻和馬廷英接收工學部，陳建功為教務長， 陳兼善為總務長。

#### 國立臺北大學
接收台北帝國大學后，暫名“國立臺北大學”，並於1946年1月正式更名為“國立臺灣大學”，由教育部直接管理。行政長官公署11月成立大學校務委員會，聘羅宗洛、馬廷英、陸志鴻、杜聰明、林茂生、范壽康、趙廼傳為校務委員會委員，羅宗洛、范壽康、杜聰明3委員為常務委員。（羅、馬、陸、杜、林是原接收委員，趙迺傳是行政長官公署參議兼教育處處長，范壽康是行政長官公署參議兼圖書館館長，1946年1月16日趙辭處長職，范壽康館長兼教育處處長）

#### 國立臺灣大學代理校長
1945年11月23日，候任校長陳大齊不願接任，羅向朱家驊推薦章鴻釗或陳建功，朱在12月4日電請羅出任代理校長。
行政院核定校名國立臺灣大學。

##### 台大概況
此時期，台大分為六個學院：文學院、法學院、理學院、工學院、農學院、醫學院。原本沒有法學院和理學院，法學院是由文學院下的政學系擴充，理學院則是努力湊齊資源建立的。除了六學院還有三個研究所(熱帶醫學研究所、南方人文研究所、南方資源科學研究所)，在研究所內進行研究的都是日本名流，大多是45~55歲的學者。
台大沿用日本的講座制度：每一系設立一至七個講座不等，每一講座，上面有一位教授一位副教授，下面有講師助教等，大約十個人組成。每個系有自己的經費和預算完全獨立，教授可在本系經費的範圍內自由購買設備。而學校的經費分配醫學院占二分之一，農學院占四分之一，其餘占四分之一。而學校的經費每年由國家支給，約合法幣二十萬萬元，相當於當時十二個國立中央大學的開支。至於台大附屬的設備的收入(例如其附屬醫院)，則繳交國庫。也因為這樣的經費制度，台灣大學的設備較當時中國其他大學還要完備。

#### 羅宗洛代理校長的行政團隊
- 教務長陳建功（1946年4月9日辭任離台，由戴運軌接任）
- 總務長陳兼善（達夫，同時是陳儀班底，兼行政長官公署博物館館長）
- 醫學院院長杜聰明（同時兼第一附屬醫院院長和熱帶醫學研究所所長）
- 理學院院長蘇步青（兼數學系主任，1946年4月辭任離台，同年4月9日由沈璿接任）
- 工學院院長陸志鴻（筱海，1946年2月辭任，由魏喦壽接任）
- 農學院院長蔡邦華（兼昆蟲學系主任，1946年4月辭任離台，由王益滔接任）
- 先修班主任林茂生（同時兼校務委員和代理文學院院長）
- 法學院院長周憲文（1946年2月5日聘任，同時兼南方人文研究所所長）
- 主任秘書周昌壽（頌久）
- 校務委員馬廷英（同時兼地質學系主任和海洋研究所所長）

##### 台大醫院罷診事件
1946年2月9日，羅代理校長因公（向國民政府述職）離台，陳建功教務長代理校長，醫學院附屬醫院醫師爭取聘書，3月19日到校長室陳情，與留守的周主任秘書發生衝突，於是提出〈要求書〉：「編制內員額補足」、「編制外無給職者發出委任狀」。
3月22日早上起，台大醫院停止門診，3月27日提出「限大學於28日發出委任狀」、「大學當局應改正其官僚態度」2項新訴求。
4月9日，羅代理校長回到台北，4月10日下午會見醫師代表，接受發委任狀和大學民主化的訴求。

##### 離開台灣

###### 羅宗洛與陳儀的教育主張衝突
1945年9月，國民政府任命陳儀為臺灣省行政長官，赴台接收; 與此同時，教育部長朱家驊亦調羅以教育部臺灣區特派員身份，前往臺灣接收臺北帝國大學。雖然蔣介石賦予陳儀在接收臺灣的各項事務上有極大權力，但實際上接收後的國立台灣大學實際上是由教育部所直接管理，也因次造成之後羅宗洛和陳儀的摩擦。 
對於接收臺北帝大，陳儀主張“在教育上須一掃奴化主義，使臺灣同胞恢復其固有的民族意識，國家觀念，並普及教育機會，提高文化水準”。其主張包括「台大凡日籍教授除學術有特殊研究可留用者外，其餘教職員一律遣送回國」「經費不要浪費」「學術與企業密切配合」其目的在於儘快將台大從嚴重的日本化轉到中國化來，而台大的教學科研目標主要是為臺灣的恢復與重建直接服務。羅宗洛則有不同的見解。羅認為大學是研究高深學術、養成專門人才的場所，目的在於探求真理，為人群謀福利，而台大應該是為此目的而努力的全國性甚至是世界性大學。當時的臺北帝大可說與日本本土的帝國大學齊名，學術水準甚高，因此羅主張「先設法將臺北帝大全盤接收下來後，穩定秩序，再逐漸將日本式的臺北帝國大學變成中國化的臺灣大學」。而這種見解得到當時教育部長朱家驊的支持。

###### 陳儀利用臺灣民眾反日情緒
戰後初期的臺灣大學，首先面臨的便是師資問題。為解決師資問題，羅宗洛提拔與新聘台籍教師。據統計至1945 年底，共計新聘台籍教職員134 名，其中教授、副教授有28 名，但對偌大的台大而言，這點師資顯然無法 保證其正常運行。因此留用日籍教師成為必然，然而羅宗洛的想法卻遭到台大師生的強烈反對。臺胞學生不願再受日人之教，欲將日人在台勢力一掃而光。但為不使台大教育程度降低，羅堅持留用日籍教師，最後台大留用日籍教授近90 名。在此時陳儀主張教授以不留用為原則，宣稱師資應該用本國人，大量培養以備補充。這個看似愛國的立場，對於台大師生的反日情緒起了推波助瀾的作用，給羅宗洛等人的工作帶來極大的障礙。

###### 行政長官公署與羅宗洛在台大人事方面的扞格
就臺北帝大接收後的校長人選而言，陳儀在重慶時多次向蔣介石建言並談妥以考試院考選委員許壽裳出任，但許壽裳身為魯迅密友而被國民政府猜忌，陳立夫和朱家驊另派了考試院考委會委員長陳大齊為接收後的台大校長。因陳大齊事務纏身，便另派羅宗洛為特派員前去接 收臺北帝大。而在人事與校務上，行政長官公署與羅宗洛存在諸多扞格。但在政治勢力的壓迫下，台大在人事、校務上不得不與現實趨近，羅宗洛欲維持學術獨立、校務自主的願望也就漸漸落空。 

###### 台大經費之困擾及羅宗洛之離職
接收後的台大既 直屬國民政府教育部，其經費自然應由教育部撥付。但是台大的經費實際應由台灣行政長官公署撥款。羅宗洛請求行政長官公署撥款給台大，陳儀卻一再拖延，進而成為離職的理由。
5月17日羅代理校長組成校務委員會維持校務，常務委員是教務長戴運軌、總務長陳兼善和陳儀的代表范壽康（行政長官公署教育處處長），杜聰明、林茂生等各院院長為委員會成員（校務委員）。
5月18日羅代理校長飛離台灣，到南京爭取台大經費，7月1日回到在上海的中央研究院植物學研究所做所長。台大校務仍由以戴運軌教務長為首的校務委員會代理，1946年8月13日交棒給新任陸志鴻校長。

#### 輔助莊長恭校長
羅和母語閩南語的泉州人莊長恭在南京國立中央大學同事（當時莊是理學院院長），后來都在上海中央研究院工作（莊是化學研究所所長，羅是植物學研究所所長），莊1948年6月1日上任台大校長前曾向他請問台大情況。
1948年8月1日莊第1次請辭回到上海（后被朱家驊慰留），請羅到台大幫忙，發給他台大教授聘書，1948年8月29日，莊、羅飛到台北（機上還有候任教務長盧恩緒、候任文學院院長沈剛伯、候任哲學系主任方東美）。
1948年11月1日，羅宗洛教授做了台大第27次校務會議的主席。
1948年11月末，羅因家庭因素（金圓券造成的經濟問題）回到上海，1948年12月7日莊永遠辭職，回到中央研究院。

#### 輔助傅斯年校長
1948年12月15日行政院發表傅斯年校長人事案，已接莊校長台大教授聘書的羅留在上海，處理中研院植物所所務。
1948年12月18日和12月22日，羅都寫信給傅談校務，18日信上說「弟徒有熱忱，全無能力，台大墮落至此，弟深感責任。前次重到台灣，小住兩個多月，雖竭我駑鈍，終於一事無成，尤覺痛苦。」
1948年12月29日，傅校長寫信請羅教授到台灣，1949年1月5日，羅寫信給傅：「植物所無一人願去台灣，上海各所亦皆不願遷移，大家既願意與所共存亡，弟何能獨離。」

### 中華人民共和國
在1948年當選中央研究院第一屆院士的羅宗洛，不願隨傅斯年到台灣，1949年5月27日與整個中央研究院植物學研究所迎接中國人民解放軍進上海。
1953年在上海筹建新的中国科学院植物生理研究所，为首任所长。
1955年當選第1屆中国科学院院士。
1958年“大跃进”时，报纸上动辄报导水稻、小麦单季亩产几千斤、一万斤、几万斤等。罗宗洛公开表示那都是不可信的。他还认为，植物生理所不同于农科院，应当主要在实验室从事植物生理现象的研究，而不应当大规模下乡，去总结那些并不可靠的“丰产”经验。
到文化大革命前，羅在植物生理研究所先後親自創建了水分、抗性生理、輻射生理等研究室。1972年羅恢復工作後，為儘快跟上科學的新發展，又積極籌劃成立了細胞研究室，為開展植物細胞生物學研究打好基礎。也因此現在中國科學院植物生理研究所已成為擁有眾多人才、成果累累的全國最重要的植物生理學研究中心。
文化大革命開始之後，羅宗洛被下獄六年，身心受到嚴重的摧殘，雖然隔離在監獄的地下室，他仍然頑強不屈，拒絕接受任何對他的不實指控，出獄後被監督勞動改造，直到四人幫瓦解才獲平反，在勞改時仍用利用時間進行研究完成《植物生理學知識》，另《羅宗洛回憶錄》與《接收臺北帝國大學報告書》等作為「交代」的材料皆完成於文革期間，原刊於《植物生理學通訊》，後於2003年輯成《羅宗洛回憶錄》。。
1978年羅宗洛於4月17日在上海植物生理研究所全體會議上做了貫徹大會精神的講話，激動地表達大會和副主席鄧小平的報告使他深受感動，並說：「我年齡大，有病的人，也下了決心，凡能夠做的事，我決心盡力地做。」並結合研究所的實驗提出一些需要著重解決的問題。但此後臥病不起，於同年10月26日在中山醫院逝世。

## 學術成就
1925年首先提出細胞質等電點的多點論，研究氫離子濃度對一般植物的影響，以及研究植物的離子吸收機制。農業方面研究硝酸鹽、銨鹽作為農作物的氮肥，何者效果為好。進行了許多有關植物吸收銨根、硝酸根的實驗，證實當時蘇聯科學院所研究出銨鹽可作為氮源的論點，也提供了有關碳酸氫銨肥的科學依據，對1950年代中國的化肥廠、以及推廣碳酸氫銨肥有重要貢獻。
1934年羅宗洛在中央大學展開植物組織培養的研究，尤其是無菌條件下玉米根尖的研究，以及葉提取物中是否存在「成根素」一類的生長促進物質。從1935年起，連續發表了3篇論文，引起國際上的重視，當時Protoplasma雜誌甚至邀請他撰寫一篇綜合性的論文。然而研究組織培養的工作卻因為八一三事變日軍在上海發動侵略戰爭而停頓。
1940年起開始研究微量元素對於植物生理功能的研究，特別是錳對於植物繁殖上的影響，先後共發表了8篇論文。
1958年開始進行高等植物的輻射生理研究，研究如何減輕輻射傷害的方法。
羅宗洛對於農林業生產建設也有所貢獻，1952年將鹽土上常見的樹木以及富造林價值的樹種，在不同含鹽量的土壤上進行播種、苗木移栽、根插、插枝等試驗，選出耐鹽樹種再進行實地的試驗。並在實驗室中，探討土壤鹽分和水分對樹木幼苗生長影響的規律。
中華人民共和國建立初期在海南島、廣東等地大力發展橡膠樹種植，但是發展橡膠林一直受到災害的威脅。因此邀請羅宗洛進行研究，探討植物的抗寒力，並提出解決的措施：1.不蓋草；2.用飛機在霜降之夜低飛；3.環狀冷死形成後，用乳液滲進木質部，塞住導管，使莖幹慢慢乾枯，防止乾枯蔓延到下部環枯乾的部位；4.設置活動霜棚；5.從優良母樹選出耐寒力強的品種，雜交培育出抗寒的新品種。